# Станковић (Оребић)
Станковић је насељено место у саставу општине Оребић, на полуострву Пељешцу, Дубровачко-неретванска жупанија, Република Хрватска.

## Историја
До територијалне реорганизације у Хрватској налазио се у саставу старе општине Корчула.

## Становништво
На попису становништва 2011. године, Станковић је имао 252 становника.
| Број становника по пописима | Број становника по пописима | Број становника по пописима | Број становника по пописима | Број становника по пописима | Број становника по пописима | Број становника по пописима | Број становника по пописима | Број становника по пописима | Број становника по пописима | Број становника по пописима | Број становника по пописима | Број становника по пописима | Број становника по пописима | Број становника по пописима | Број становника по пописима |
| --------------------------- | --------------------------- | --------------------------- | --------------------------- | --------------------------- | --------------------------- | --------------------------- | --------------------------- | --------------------------- | --------------------------- | --------------------------- | --------------------------- | --------------------------- | --------------------------- | --------------------------- | --------------------------- |
| 1857                        | 1869                        | 1880                        | 1890                        | 1900                        | 1910                        | 1921                        | 1931                        | 1948                        | 1953                        | 1961                        | 1971                        | 1981                        | 1991                        | 2001                        | 2011                        |
| 353                         | 321                         | 351                         | 271                         | 271                         | 247                         | 222                         | 237                         | 191                         | 192                         | 183                         | 180                         | 181                         | 181                         | 201                         | 252                         |

Напомена: У 1921. и 1931. део података садржан је у насељу Подгорје.

### Попис1991.
На попису становништва 1991. године, насељено место Станковић је имало 181 становника, следећег националног састава:
| Попис 1991.‍  | Попис 1991.‍  | Попис 1991.‍ | Попис 1991.‍ | Попис 1991.‍ |
| ------------ | ------------ | ----------- | ----------- | ----------- |
|              |              |             |             |             |
| Хрвати       | Хрвати       |             | 175         | 96,68%      |
| Муслимани    | Муслимани    |             | 2           | 1,10%       |
| Мађари       | Мађари       |             | 1           | 0,55%       |
| Словенци     | Словенци     |             | 1           | 0,55%       |
| Срби         | Срби         |             | 1           | 0,55%       |
| неопредељени | неопредељени |             | 1           | 0,55%       |
| укупно: 181  |              |             |             |             |